# Albert Arenas

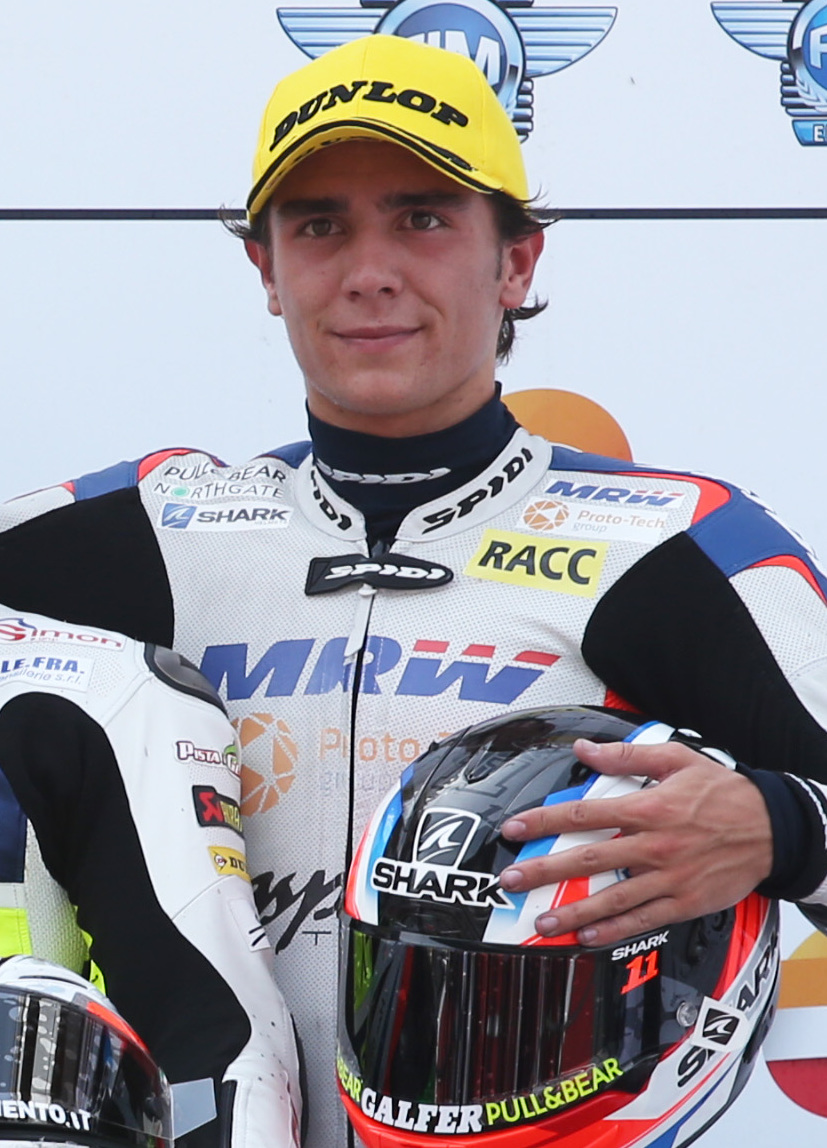
Albert Arenas, GP Catalonië 2016

Albert Arenas (Girona, 11 december 1996) is een Spaans motorcoureur. In 2020 werd hij wereldkampioen in de Moto3-klasse.

## Carrière
Arenas begon zijn motorsportcarrière op vierjarige leeftijd. Hij nam deel aan verschillende nationale kampioenschappen en stapte in 2012 over naar het Spaanse Moto3-kampioenschap. In 2014 maakte hij zijn debuut in het wereldkampioenschap wegrace in de laatste Grand Prix in Valencia op een KTM als vervanger van de geblesseerde Eric Granado. Hij eindigde deze race op de 28e plaats.
In 2015 werd Arenas tweede in de Spaanse Moto3 met één overwinning op het Circuito Permanente de Jerez en twee zeges op het Circuit Ricardo Tormo Valencia. In 2016 keerde hij terug in het wereldkampioenschap Moto3 waarin hij met een wildcard uitkwam op een Mahindra in de Grands Prix van Spanje en de Catalonië, voordat hij meedeed aan de TT van Assen als vervanger van de geblesseerde Jorge Martín. Vanaf de Grand Prix van Oostenrijk reed hij het seizoen uit op een Peugeot als permanente vervanger van Alexis Masbou, waarbij een veertiende plaats in de Grand Prix van Japan zijn beste klassering was. Hierdoor eindigde hij met twee punten als 35e in het kampioenschap.
In 2017 stapte Arenas over naar een Mahindra. Hij werd echter geplaagd door blessures, waardoor hij zes van de achttien races moest missen. In de races die hij wel reed, was een achtste plaats in de Grand Prix van San Marino zijn beste resultaat, waardoor hij met veertien punten 26e werd in de eindstand.
In 2018 maakte Arenas de overstap naar een KTM, nadat Mahindra bekend maakte om te stoppen in de klasse. Opnieuw moest hij een race missen vanwege een blessure. In de Grand Prix van Frankrijk wist hij verrassend zijn eerste Grand Prix-zege te boeken door te profiteren van valpartijen en tijdstraffen van diverse andere coureurs. In Australië voegde hij hier een tweede zege aan toe. Met 107 punten werd hij negende in het kampioenschap.
In 2019 moest Arenas al vroeg in het seizoen twee races missen vanwege blessures aan zijn milt en rib die hij opliep tijdens een fietsongeluk. Gedurende het seizoen wist hij een aantal puntenfinishes te behalen, voordat hij in Thailand zijn derde Grand Prix-zege behaalde. In de daaropvolgende races in Japan en Australië behaalde hij nog twee podiumplaatsen. Met 108 punten eindigde hij op de elfde plaats in het klassement.
In 2020 won Arenas de eerste twee races in Qatar en Spanje en voegde hij hier later in het jaar in Oostenrijk een derde zege aan toe. Ook in Tsjechië en Frankrijk stond hij op het podium. In de laatste race van het seizoen in Portugal werd hij kampioen door als twaalfde te eindigen, waardoor hij voldoende voorsprong verkreeg op zijn laatste concurrenten Tony Arbolino en Ai Ogura.

## Statistieken

### Grand Prix

#### Per seizoen
| Seizoen | Klasse | Motor      | Team                  | Races | Winst | Podiums | Poles | SR | Ptn | Pos |
| ------- | ------ | ---------- | --------------------- | ----- | ----- | ------- | ----- | -- | --- | --- |
| 2014    | Moto3  | KTM        | Calvo Team            | 1     | 0     | 0       | 0     | 0  | 0   | NC  |
| 2016    | Moto3  | Mahindra   | Aspar Team            | 3     | 0     | 0       | 0     | 0  | 0   | 35e |
| 2016    | Moto3  | Peugeot    | Peugeot MC Saxoprint  | 9     | 0     | 0       | 0     | 0  | 2   | 35e |
| 2017    | Moto3  | Mahindra   | Aspar Team            | 12    | 0     | 0       | 0     | 0  | 14  | 26e |
| 2018    | Moto3  | KTM        | Aspar Team            | 17    | 2     | 2       | 0     | 0  | 107 | 9e  |
| 2019    | Moto3  | KTM        | Aspar Team            | 17    | 1     | 3       | 0     | 0  | 108 | 11e |
| 2020    | Moto3  | KTM        | Aspar Team            | 15    | 3     | 5       | 0     | 1  | 174 | 1e  |
| 2021    | Moto2  | Boscoscuro | Aspar Team            | 18    | 0     | 0       | 0     | 0  | 28  | 21e |
| 2022    | Moto2  | Kalex      | GasGas Aspar Team     | 20    | 0     | 0       | 0     | 0  | 90  | 12e |
| 2023    | Moto2  | Kalex      | Red Bull KTM Ajo      | 18    | 0     | 1       | 0     | 0  | 85  | 14e |
| 2024    | Moto2  | Kalex      | QJmotor Gresini Moto2 | 20    | 0     | 0       | 0     | 0  | 80  | 14e |
| 2025*   | Moto2  | Kalex      | Italjet Gresini Moto2 | 13    | 0     | 1       | 0     | 0  | 94  | 8e  |
| Totaal  | Totaal | Totaal     | Totaal                | 163   | 6     | 12      | 0     | 1  | 783 |     |

#### Per klasse
| Klasse | Seizoenen        | 1e GP            | 1e podium        | 1e winst         | Races | Winst | Podiums | Poles | SR | Ptn | Kampioen |
| ------ | ---------------- | ---------------- | ---------------- | ---------------- | ----- | ----- | ------- | ----- | -- | --- | -------- |
| Moto3  | 2014, 2016-2020  | Valencia 2014    | Frankrijk 2018   | Frankrijk 2018   | 74    | 6     | 10      | 0     | 1  | 405 | 1        |
| Moto2  | 2021-heden       | Qatar 2021       | Catalonië 2023   |                  | 89    | 0     | 2       | 0     | 0  | 378 | 0        |
| Totaal | 2014, 2016-heden | 2014, 2016-heden | 2014, 2016-heden | 2014, 2016-heden | 163   | 6     | 12      | 0     | 1  | 783 | 1        |

#### Races per jaar
(vetgedrukt betekent pole positie; cursief betekent snelste ronde)
| Jaar | Klasse | Motor      | 1       | 2       | 3       | 4       | 5       | 6       | 7       | 8       | 9       | 10      | 11      | 12      | 13      | 14     | 15      | 16      | 17      | 18     | 19      | 20      | 21  | 22  | Pos | Ptn |
| ---- | ------ | ---------- | ------- | ------- | ------- | ------- | ------- | ------- | ------- | ------- | ------- | ------- | ------- | ------- | ------- | ------ | ------- | ------- | ------- | ------ | ------- | ------- | --- | --- | --- | --- |
| 2014 | Moto3  | KTM        | QAT     | AME     | ARG     | SPA     | FRA     | ITA     | CAT     | NED     | DUI     | INP     | TSJ     | GBR     | SMR     | ARA    | JPN     | AUS     | MAL     | VAL 28 |         |         |     |     | NC  | 0   |
| 2016 | Moto3  | Mahindra   | QAT     | ARG     | AME     | SPA 18  | FRA     | ITA     | CAT DNF | NED DNF | DUI     |         |         |         |         |        |         |         |         |        |         |         |     |     | 35  | 2   |
| 2016 | Moto3  | Peugeot    |         |         |         |         |         |         |         |         |         | OOS 22  | TSJ DNF | GBR DNF | SMR 19  | ARA 24 | JPN 14  | AUS 16  | MAL DNF | VAL 24 |         |         |     |     | 35  | 2   |
| 2017 | Moto3  | Mahindra   | QAT DNF | ARG 25  | AME 21  | SPA 14  | FRA DNF | ITA DNF | CAT     | NED     | DUI     | TSJ 12  | OOS DNF | GBR 27  | SMR 8   | ARA 27 | JPN DNS | AUS     | MAL     | VAL 23 |         |         |     |     | 26  | 14  |
| 2018 | Moto3  | KTM        | QAT DNS | ARG DNF | AME 15  | SPA DNF | FRA 1   | ITA 14  | CAT DNF | NED 14  | DUI DNF | TSJ 9   | OOS 4   | GBR C   | SMR 6   | ARA 7  | THA DNF | JPN DNF | AUS 1   | MAL 4  | VAL DNF |         |     |     | 9   | 107 |
| 2019 | Moto3  | KTM        | QAT 6   | ARG     | AME     | SPA 5   | FRA 11  | ITA 12  | CAT DNF | NED DNF | DUI 21  | TSJ DNF | OOS 11  | GBR DNF | SMR DNF | ARA 8  | THA 1   | JPN 2   | AUS 3   | MAL 12 | VAL 20  |         |     |     | 11  | 108 |
| 2020 | Moto3  | KTM        | QAT 1   | SPA 1   | AND DNF | TSJ 2   | OOS 1   | STI 5   | SMR DNF | EMI 4   | CAT DNF | FRA 3   | ARA 7   | TER 4   | EUR DSQ | VAL 4  | POR 12  |         |         |        |         |         |     |     | 1   | 174 |
| 2021 | Moto2  | Boscoscuro | QAT 21  | DOH 15  | POR 13  | SPA DNF | FRA 14  | ITA DNF | CAT 12  | DUI 8   | NED 12  | STI 15  | OOS DNF | GBR 19  | ARA DNF | SMR 22 | AME DNF | EMI 11  | ALG DNF | VAL 22 |         |         |     |     | 21  | 28  |
| 2022 | Moto2  | Kalex      | QAT 13  | INA 10  | ARG 8   | AME 11  | POR DNF | SPA 9   | FRA 19  | ITA 10  | CAT DNF | DUI 6   | NED DNF | GBR DNF | OOS 9   | SMR 4  | ARA DNF | JPN 8   | THA 14  | AUS 14 | MAL 13  | VAL 5   |     |     | 12  | 90  |
| 2023 | Moto2  | Kalex      | POR 8   | ARG 9   | AME 12  | SPA 8   | FRA DNS | ITA 23  | DUI 9   | NED 9   | GBR 14  | OOS DNF | CAT 3   | SMR DNS | IND 14  | JPN 18 | INA 15  | AUS 14  | THA 7   | MAL 9  | QAT 21  | VAL 10  |     |     | 14  | 85  |
| 2024 | Moto2  | Kalex      | QAT 8   | POR 8   | AME 12  | SPA 5   | FRA 9   | CAT 6   | ITA 19  | NED DNF | DUI 21  | GBR 8   | OOS 17  | ARA 18  | SMR 9   | EMI 17 | INA 14  | JPN 22  | AUS 13  | THA 8  | MAL 12  | SOL DSQ |     |     | 14  | 80  |
| 2025 | Moto2  | Kalex      | THA 11  | ARG 10  | AME 24  | QAT 9   | SPA 6   | FRA 6   | GBR 12  | ARA 12  | ITA 2   | NED 7   | DUI DNF | TSJ 10  | OOS 4   | HON    | CAT     | SMR     | JPN     | INA    | AUS     | MAL     | POR | VAL | 8*  | 94* |

* Seizoen nog bezig.